# Jude Browne
Jude Browne, född 7 oktober 1970, är en brittisk akademiker och professor.
Jude Browne blev 2008 chef för Centre for Gender Studies inom School of Humanities and Social Sciences på Cambridge University. Hon blev 2019 professor i genusvetenskap på universitetet och senare chef för avdelningen för studier i politik och internationella frågor. Hon forskar framför allt i genusfrågor.